# Спасская башня (фестиваль)
Международный военно-музыкальный фестиваль «Спасская башня» — музыкальный праздник military tattoo, проходящий в Москве. В нём принимают участие российские и зарубежные военные оркестры, фольклорные коллективы, а также подразделения почетной охраны глав государств. Традиционно все вечерние представления Фестиваля на Красной площади завершаются грандиозными салютами и выступлением сводного международного оркестра, состоящего из более 1 500 музыкантов и дирижёров. 
География стран — участниц проекта охватывает все стороны света. За 15 лет Фестиваль принял более 160 коллективов из 56 стран, стал крупнейшим международным культурным проектом России и вошёл в тройку самых известных военно-музыкальных фестивалей мира.
Название фестивалю дала Спасская башня Московского Кремля на Красной площади, возле которой традиционно проходит праздник.

## История
- 2006 год, 2 сентября, Поклонная гора: впервые в рамках празднования дня города Москвы на Поклонной горе состоялись показательные выступления подразделений почётной охраны глав государств в сопровождении знаменитых военных оркестров.
- 2007 год, I фестиваль: с 13 по 16 сентября 2007 года. Фестиваль носил название «Кремлёвская зоря — 2007». В нём приняли участие коллективы из России, Великобритании, Канады, ЮАР, Австралии, Новой Зеландии, Германии, Дании, Италии. Всего 47 музыкальных коллективов, 25 — из России и 22 — из 9 стран пяти континентов.
- 2009 год, II фестиваль: с 5 по 10 сентября 2009 года. В фестивале приняли участие военные оркестры и подразделения почетной охраны глав государств из 9 стран: Великобритании, Израиля, Индии, Италии, Казахстана, Китая, России, Финляндии и Франции. Всего — около 1000 музыкантов.
- 2010 год, III фестиваль: с 4 по 9 сентября 2010 года. В фестивале приняли участие около тысячи музыкантов, военнослужащих, представляющих подразделения почетной охраны глав государств, ведущие военно-оркестровые и творческие коллективы 10 стран: России, Германии, США, Израиля, Франции, Королевства Бахрейн, Казахстана, Таджикистана, Украины, а также сборный коллектив волынщиков Евросоюза.
- 2011 год, IV фестиваль: с 31 августа по 4 сентября 2011 года. Всего на Красной площади выступило 20 военно-музыкальных коллективов и подразделений почетной охраны глав государств из 14 стран: Россия, Бельгия, Великобритания, Греция, Иордания, Испания, Италия, Китай, Мексика, Норвегия, Пакистан, Украина, Франция и Швейцария.
- 2012 год,V фестиваль: с 1 по 8 сентября 2012 года. Участниками фестиваля стали коллективы из 11 стран: Австрии, Великобритании, Германии, Греции, Италии, Казахстана, Польши, России, Сингапура, Франции. На фестивале Мирей Матье (Франция) исполнила гимн России на Красной площади. Фестиваль был посвящен героям войны 1812 года.
- 2013 год, VI фестиваль: с 1 по 8 сентября 2013 года. Участниками фестиваля стали коллективы из 13 стран: Австрии, Республики Беларусь, Великобритании, Голландии, Китая, ОАЭ, Республики Корея, России, Словении, Финляндии, Франции, Швейцарии, Японии. Концепция фестиваля «Война и мир 1812 года» определила характер музыкальной программы.
- 2014 год, VII фестиваль: с 30 августа по 7 сентября 2014 года. Участниками фестиваля стали 28 коллективов из 11 стран: Армении, Казахстана, Ирландии, Италии, Китая, Мексики, России, Сербии, Турции и Швейцарии. Всего более 1500 военных музыкантов, воинов подразделений почётного караула, артистов фольклорных ансамблей[2].
- 2015 год, VIII фестиваль: с 5 по 13 сентября 2015 года. Участниками фестиваля стали коллективы из 14 стран: Республики Беларусь, Бельгии, Великобритании, Греции, Ирландии, Италии, Казахстана, Китая, Мексики, Пакистана, России, Словении, Японии.

- 2016 год, IX фестиваль: с 27 августа по 4 сентября 2016 года. Участниками фестиваля стали коллективы из 13 стран: Австрии, Республики Беларусь, Греции, Израиля, Италии, Монголии, России, Сингапура, Словении, Японии.  27 августа впервые состоялся торжественный парад участников фестиваля на территории ВДНХ[3].
- 2017 год, X фестиваль: с 26 августа по 3 сентября 2017 года. Участниками фестиваля стали коллективы из 15 стран: Армении, Греции, Ирландии, Италии, Казахстана, Китая, Мексики, России, Турции, Швейцарии и др.
- 2018 год, XI фестиваль: с 24 августа по 2 сентября 2018 года. Участниками фестиваля стали коллективы из 12 стран: Великобритании, Италии, Мексики, Монако, Мьянмы, Голландии, Омана, России, Швейцарии, Шри-Ланки, а также несколько интернациональных дружин. Количество зрителей вечерних шоу достигало 90 тысяч человек. Всего мероприятия посетили более полумиллиона зрителей.
- 2019 год, XII фестиваль: с 23 августа по 1 сентября 2019 года. Участниками фестиваля стали коллективы из 13 стран: Азербайджана, Республики Беларусь, Египта, Италии, Казахстана, Китая, КНДР, Норвегии, Республики Корея, России, Турции, Японии,  а также две международные группы: Кельтский оркестр волынок и барабанов и Команда кельтских танцев.

- 2020 год, XIII фестиваль: с 28 августа по 6 сентября 2020 года. В связи с необходимостью недопущения ухудшения эпидемиологической ситуации в столице, ограничениями на проведение массовых мероприятий в Москве в период конца августа – начала сентября 2020 года Фестиваль «Спасская башня» на Красной площади был отменён. Но, для поклонников «Спасской башни» организаторы подготовили сюрприз. Дирекция и участники Фестиваля совместно с Министерством обороны Российской Федерации показали в социальных сетях и на сайтах Минобороны России и Фестиваля полноценный концерт вечернего представления XIII Международного военно-музыкального фестиваля «Спасская башня». Участниками показательного представления Фестиваля в 2020 году стали российские коллективы, представляющие почти все силовые ведомства Российской Федерации. В программе приняли участие лучшие оркестры Минобороны России, Росгвардии, МЧС и ФСБ, а также Кремлёвская школа верховой езды и Московский казачий хор. Иностранные участники из Великобритании, Китая, Таиланда, Франции, Швейцарии, а также представители Международного кельтсткого орестра волынок и барабанов и международной команды кельтский танцев, присоединись к российским участником в онлайн формате.
- 2021 год, XIV фестиваль: с 27 августа по 5 сентября 2021 года. Фестиваль прошёл на Красной площади в  формате «COVID free». Участниками фестиваля стали коллективы из 5 стран: Республики Беларусь, Греции, Мексики, Катара и России. Россия была представлена лучшими оркестрами Минобороны России, Росгвардии, МЧС, ФСБ и ФСО России.
- 2022 год, XV фестиваль: с 26 августа по 4 сентября 2022 года. В юбилейном Фестивале «Спасская башня» приняли участие коллективы из 7 стран: Армении, Республики Беларусь, Венесуэлы, Египта, Индии, Таиланда и России. Венесуэльцы и таиландцы впервые представили свои страны на Красной площади в Москве. От Российской Федерации выступили оркестры всех силовых ведомств страны — Минобороны России, Росгвардии, МЧС, ФСБ, ФСО и МВД России.
- 2023 год, XVI фестиваль: Международный военно-музыкальный фестиваль «Спасская башня» перенесён на 2024 год, сообщили в дирекции мероприятия.
- 2024 год, XVI фестиваль: с 23 августа по 1 сентября 2024 года. Участниками Фестиваля стали иностранные коллективы из 9 стран: Республики Беларусь, Венесуэлы, Гвинеи, Египта, Китая, Таиланда, Турции, ЮАР и России. Российская Федерация была представлена лучшими оркестрами Минобороны России, Росгвардии, МЧС, ФСБ, ФСО и МВД России.

## Руководители
С 2007 по 2016 год должность музыкального руководителя занимал генерал-лейтенант Валерий Михайлович Халилов. 
С 2017 года музыкальным руководителем Фестиваля является начальник Военно-оркестровой службы Вооруженных Сил Российской Федерации — главный военный дирижёр генерал-майор Тимофей Константинович Маякин.
В 2010, 2011 и 2012 годах режиссёром-постановщиком фестиваля «Спасская башня» был театральный режиссёр Роман Мархолиа.

## Галерея

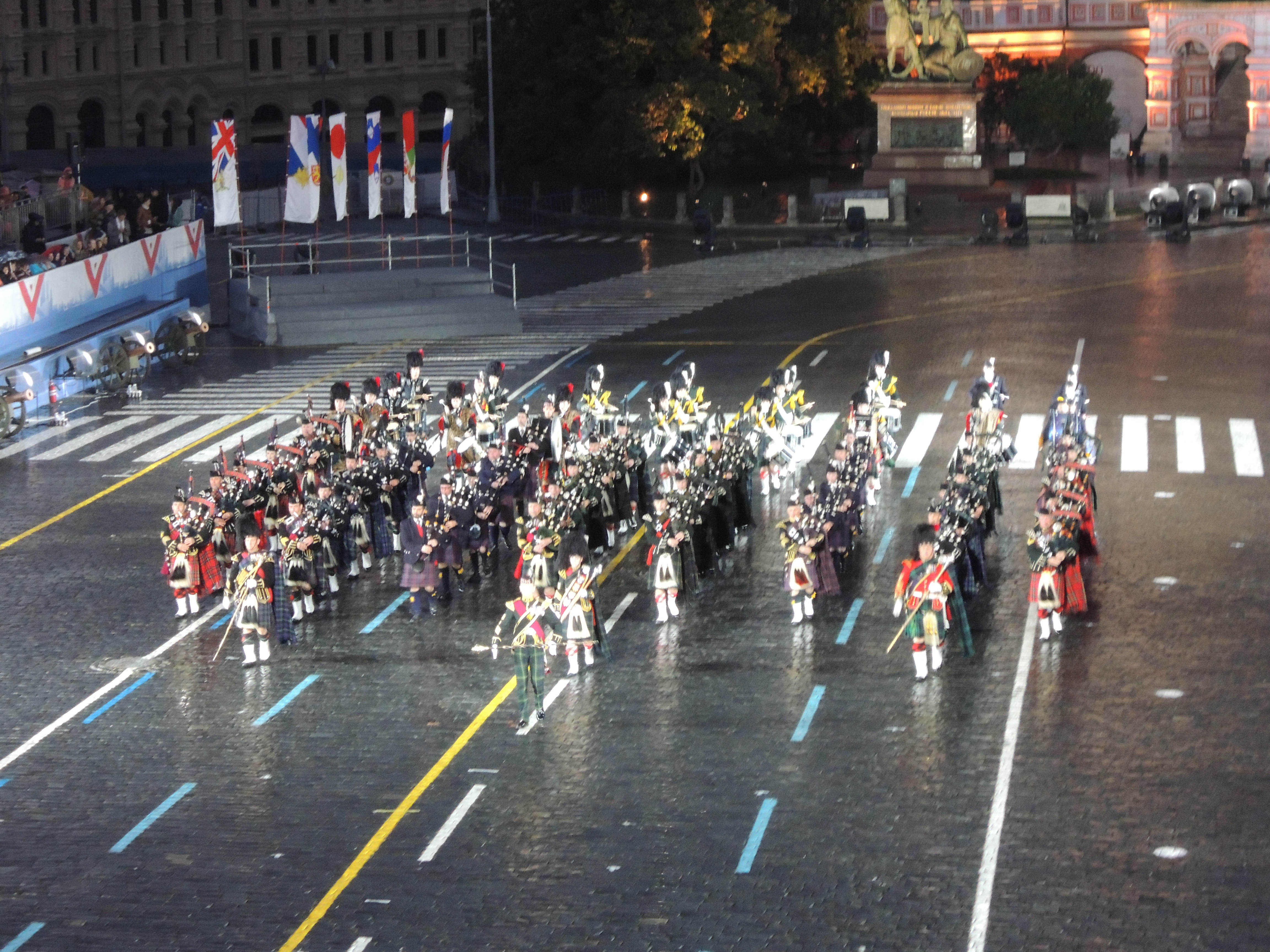
Шотландские волынщики (2013 год)
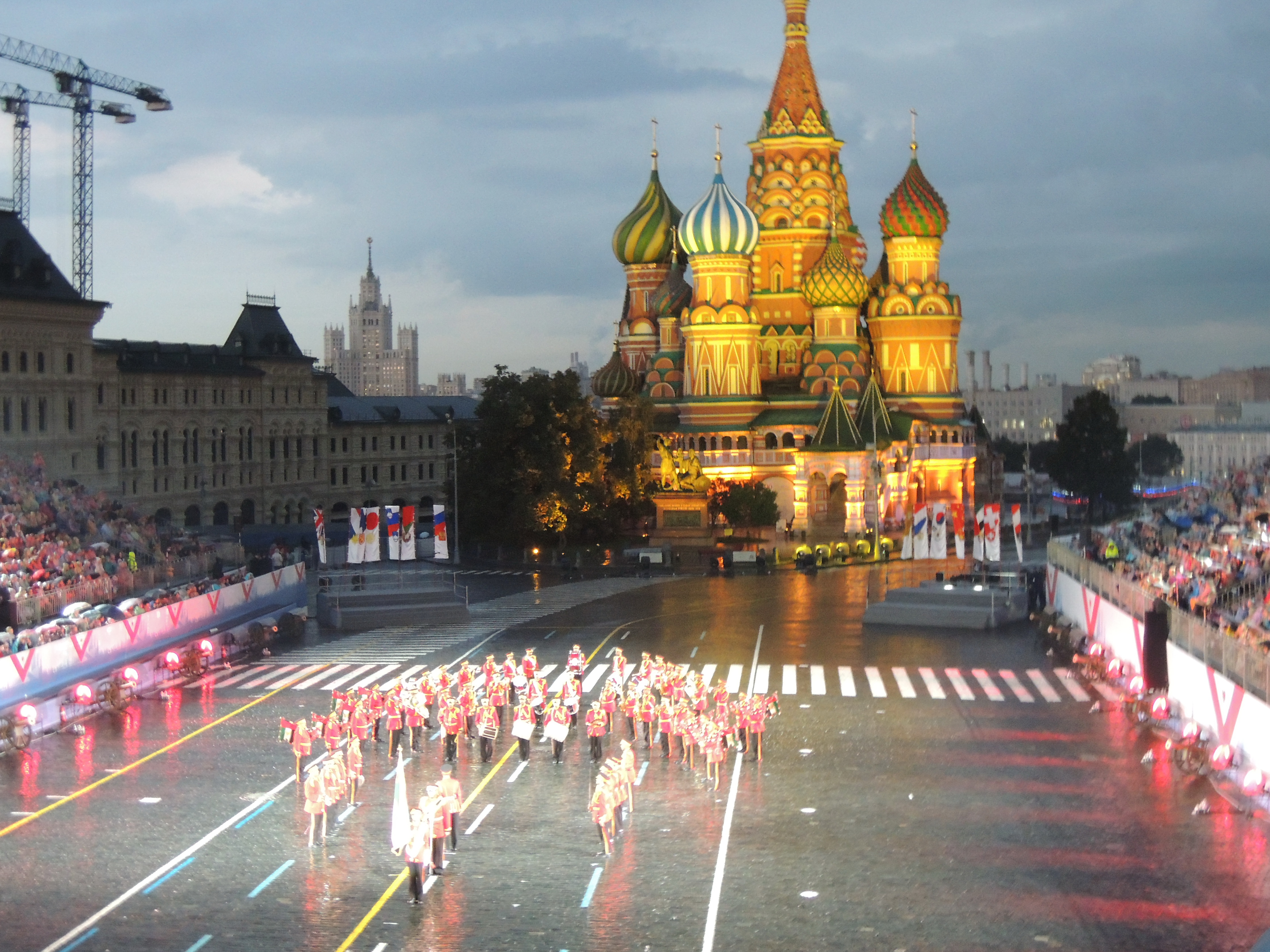
Оркестр полиции Абу-Даби (ОАЭ, 2013 год)
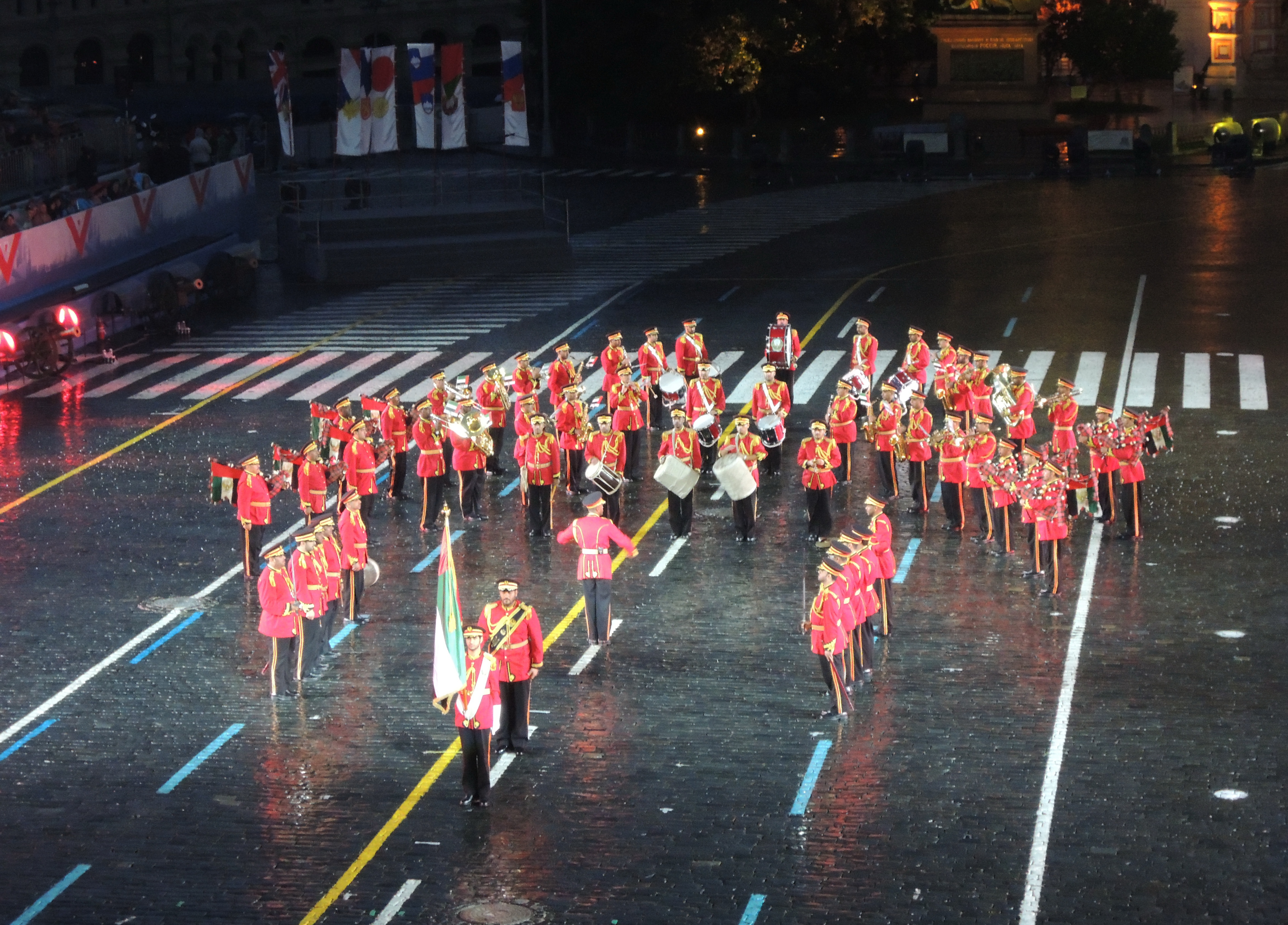
Оркестр полиции Абу-Даби (ОАЭ, 2013 год)
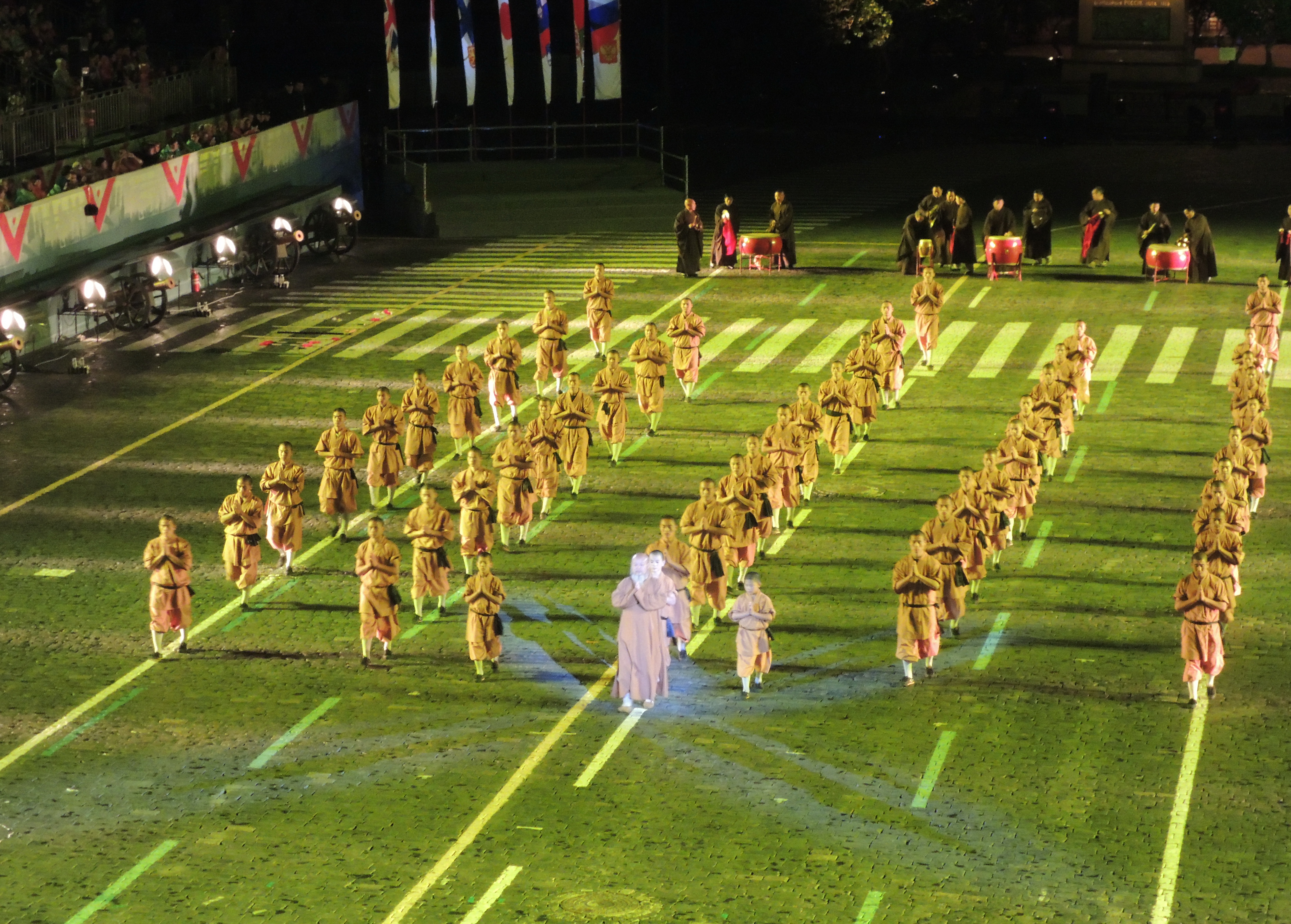
Показательное выступление шаолиньских монахов (Китай)
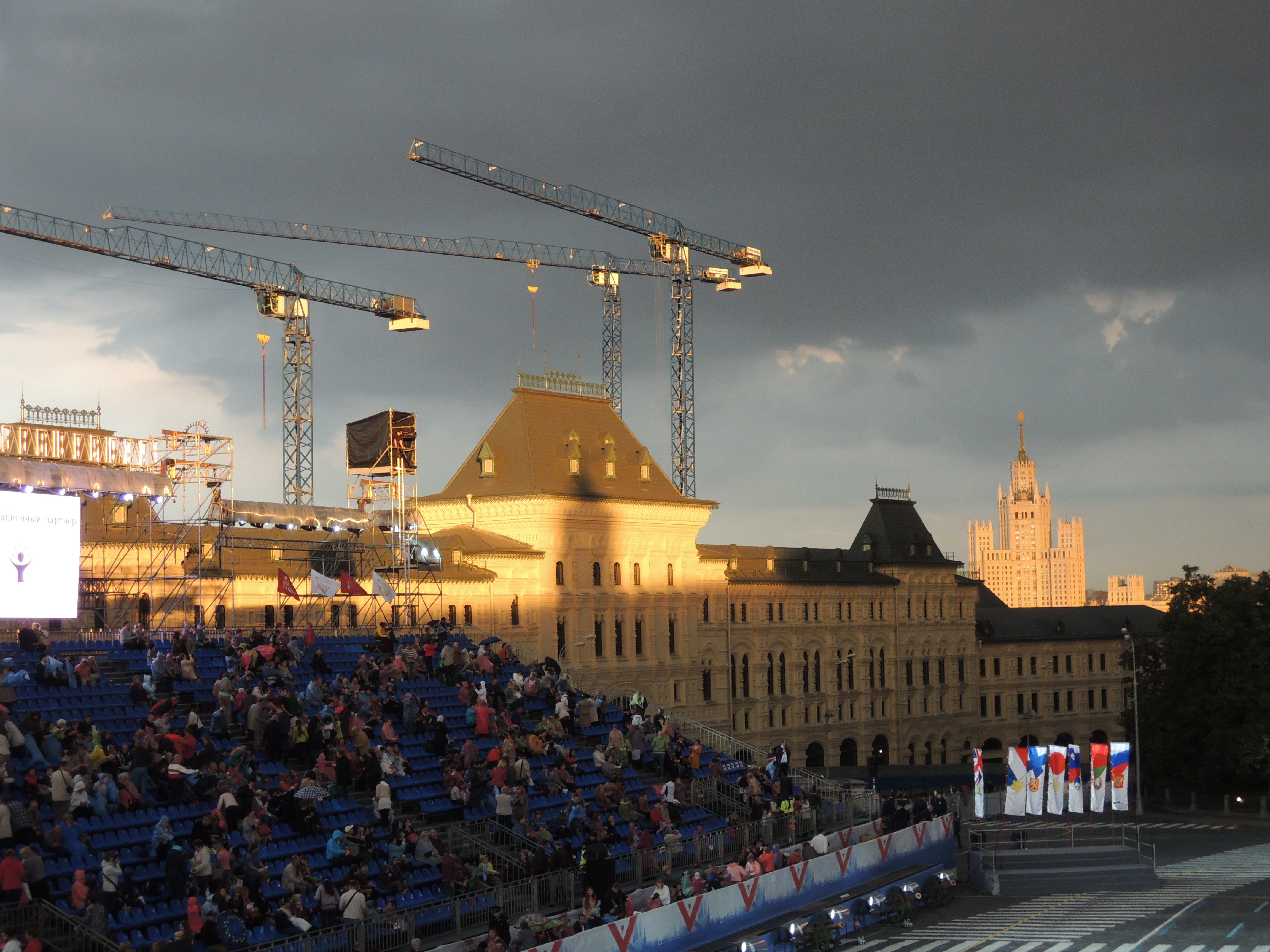
Зрители на трибунах (2013 год)
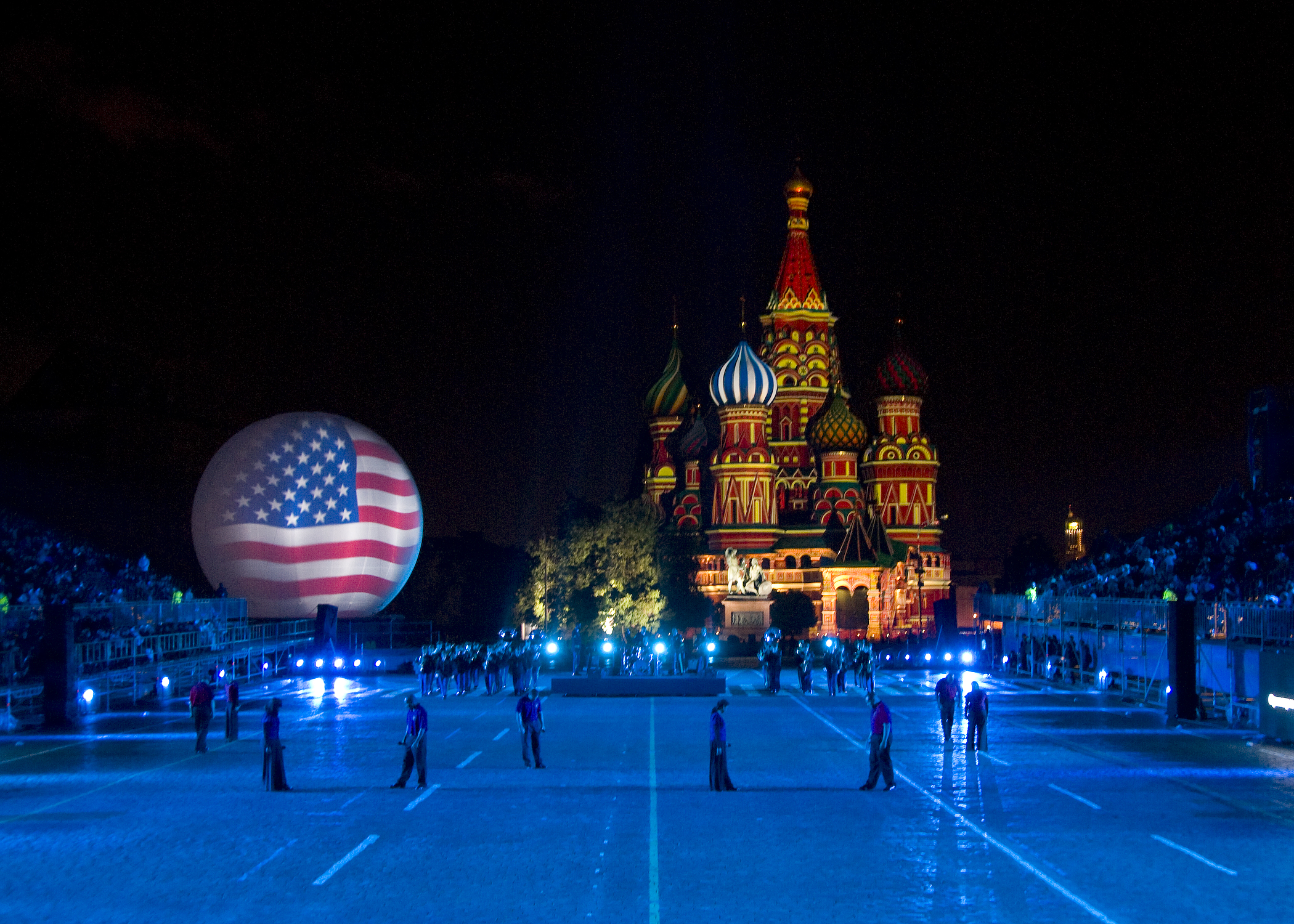
Оркестр и хор Армии США в Европе[англ.] (2010 год)
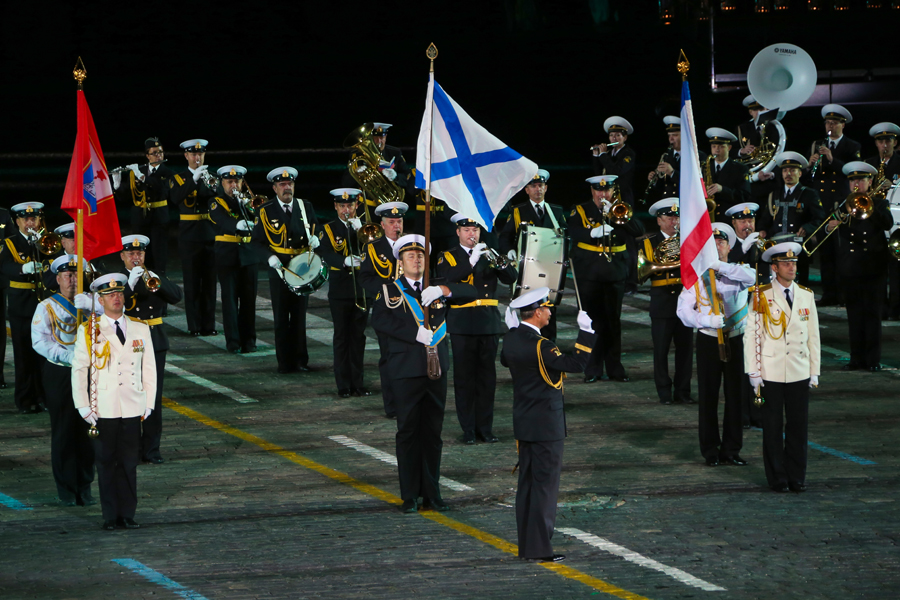
Оркестр ВМФ России
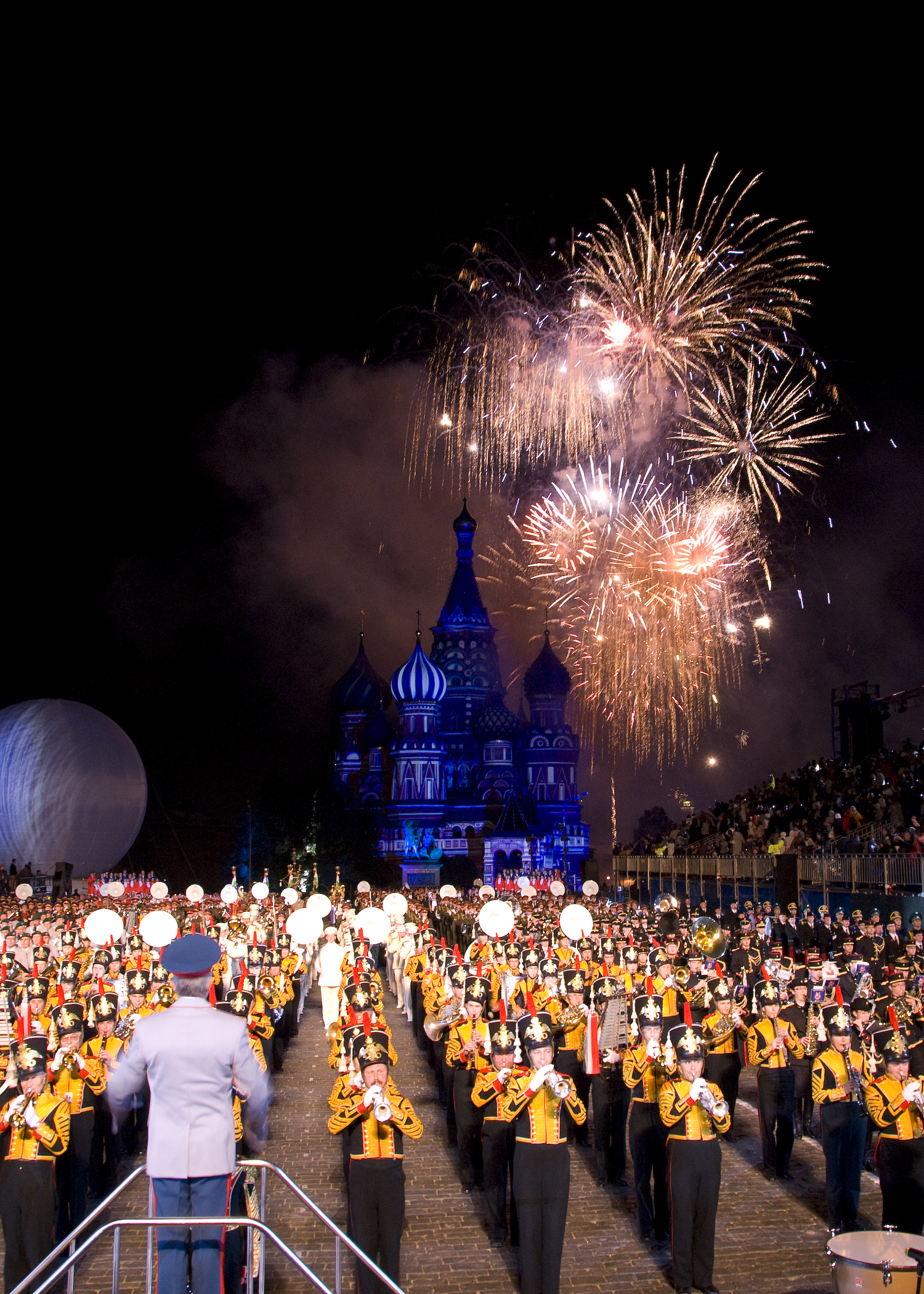
Финал фестиваля 2010 года
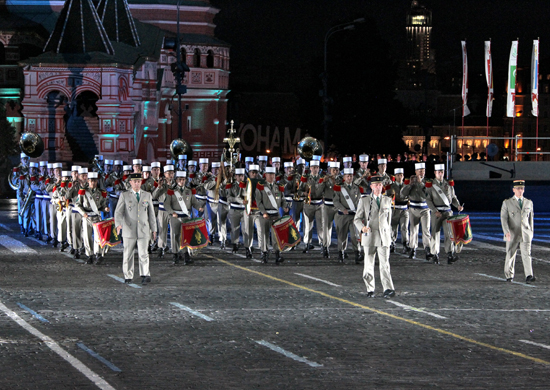
Оркестр Французского Иностранного легиона[англ.] (2011 год)
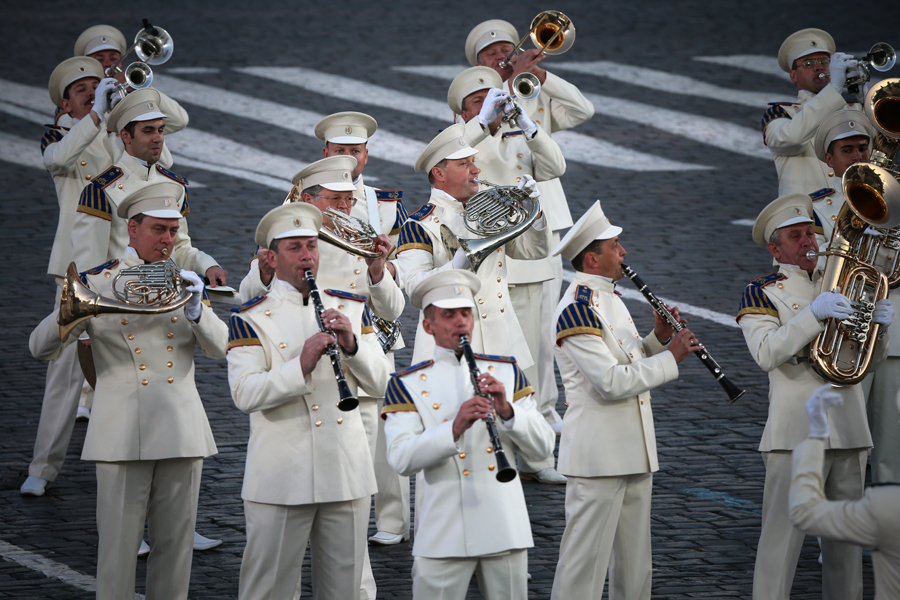
Президентский оркестр России (2014 год)
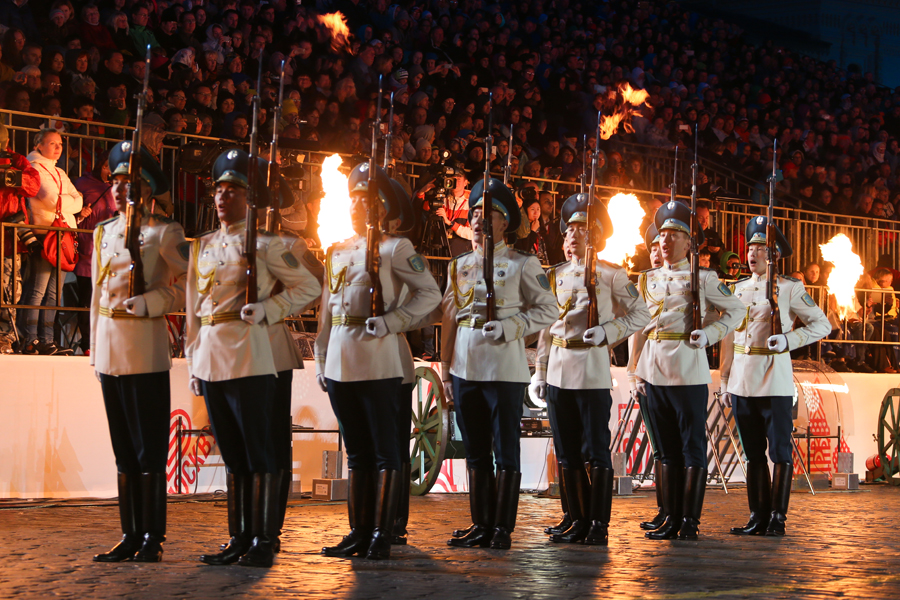
Президентский полк «Айбын» Республики Казахстан (2014 год)
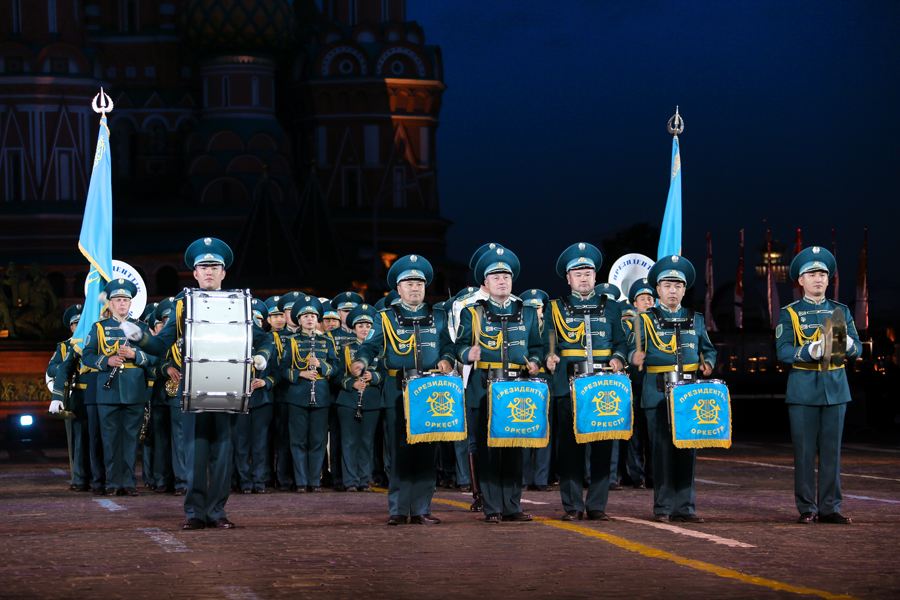
Оркестр Республиканской гвардии Казахстана (2014 год)
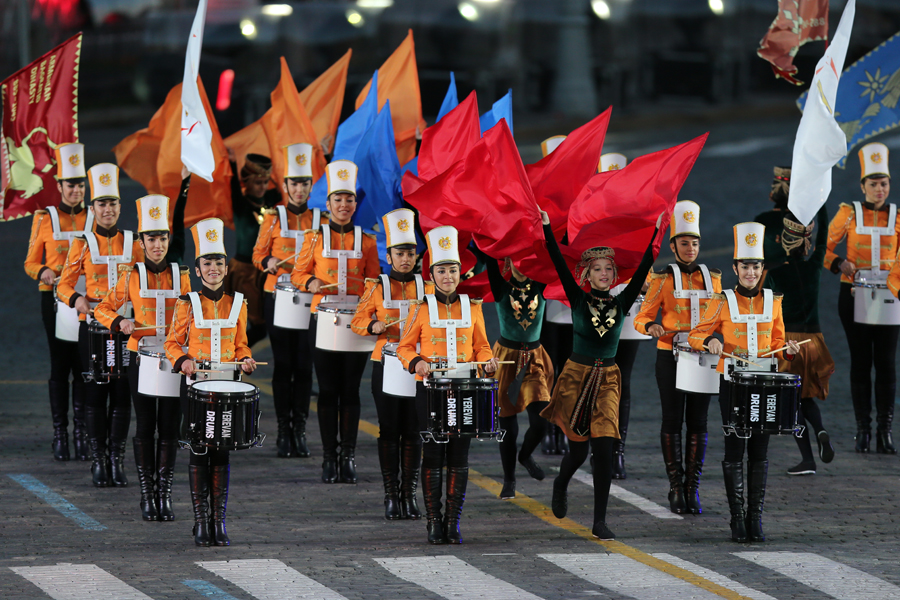
Ереванские барабаны[арм.] (2014 год)
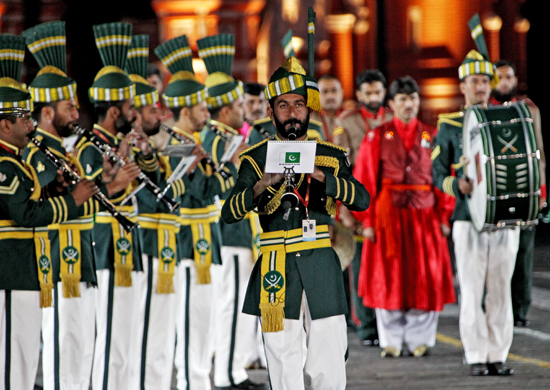
Оркестр Вооружённых сил Пакистана[англ.] (2011 год)
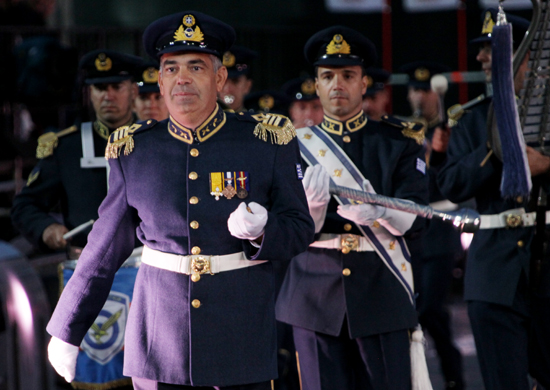
Оркестр военно-воздушных сил Греции[англ.] (2011 год)
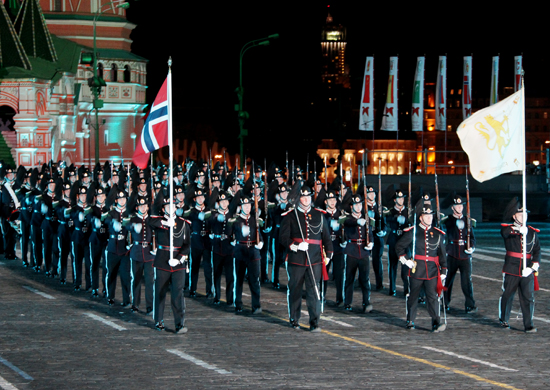
3-я рота почётного караула Его Величества короля Норвегии[англ.] (2011 год)
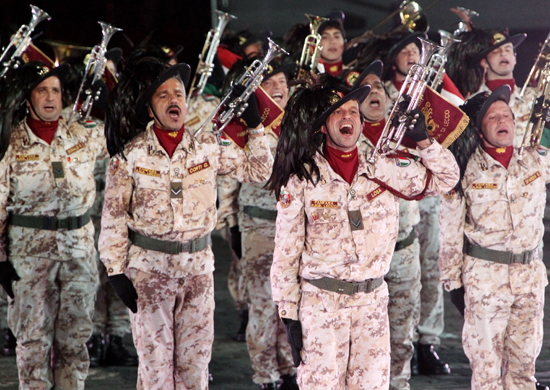
Берсальеры (Италия, 2011 год)
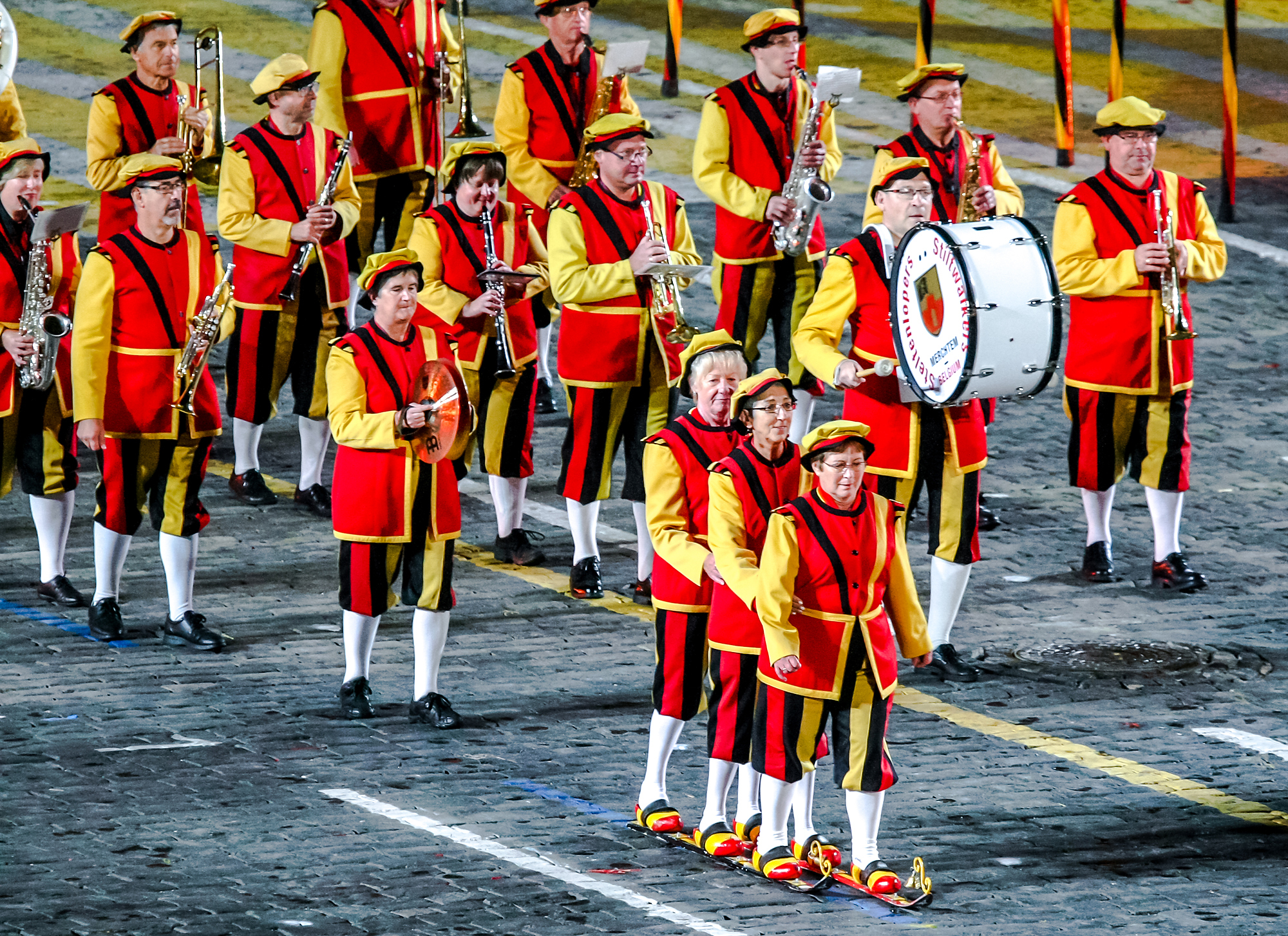
Оркестр Королевских ходулистов из Бельгии (2015 год)
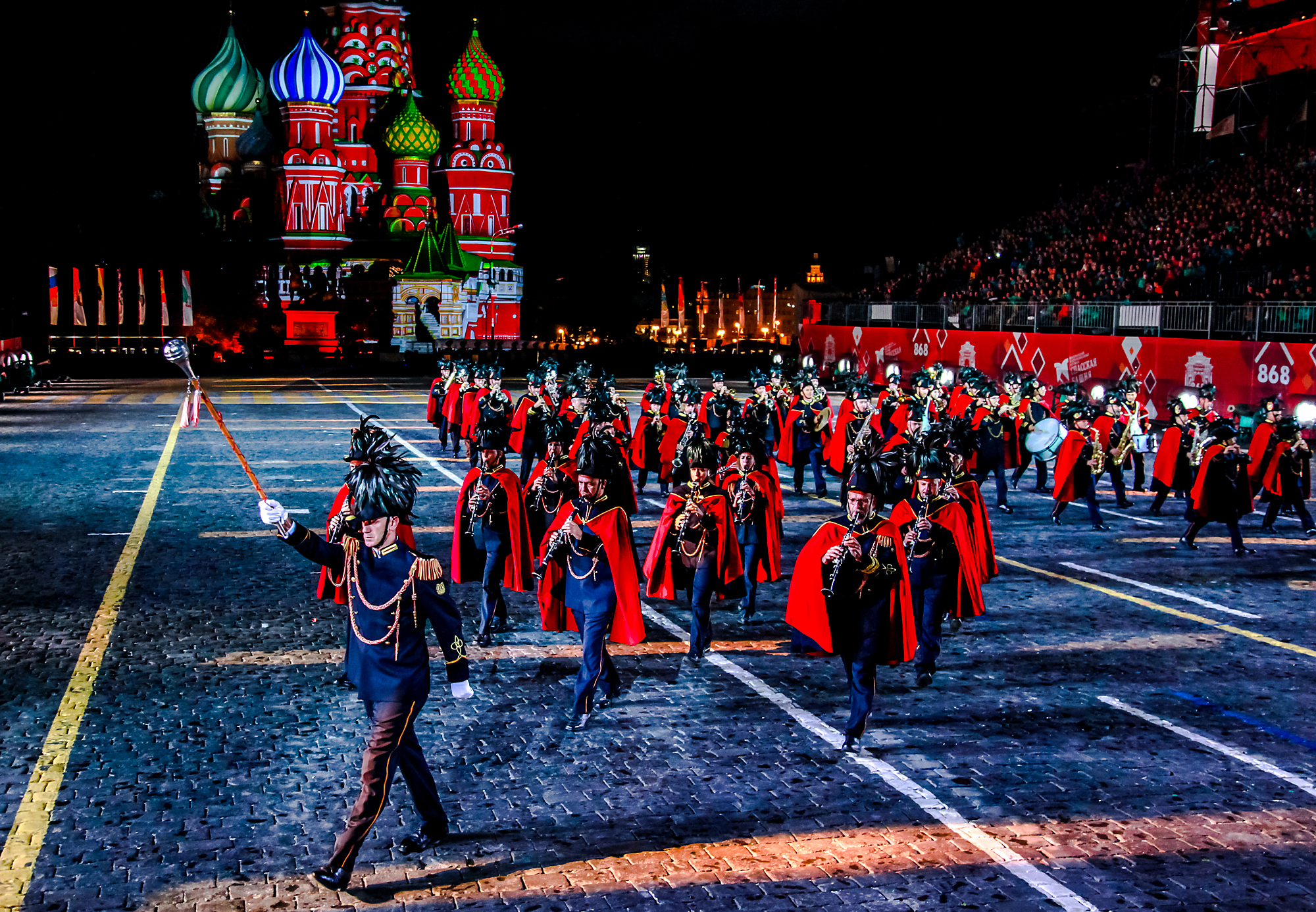
Оркестр Муниципальной полиции Рима (Италия, 2015 год)
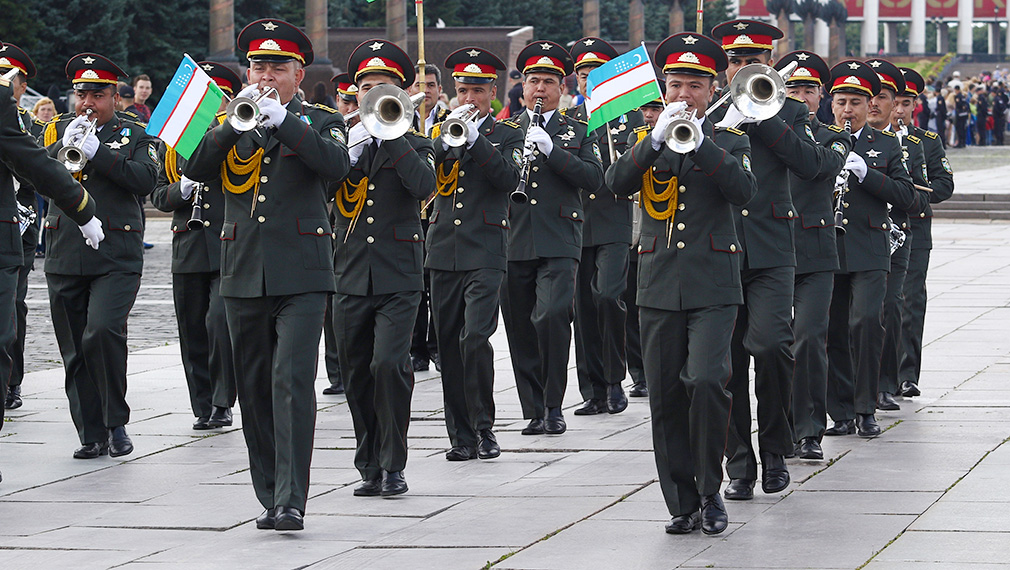
Оркестр Министерства обороны Узбекистана[англ.] (2017 год)
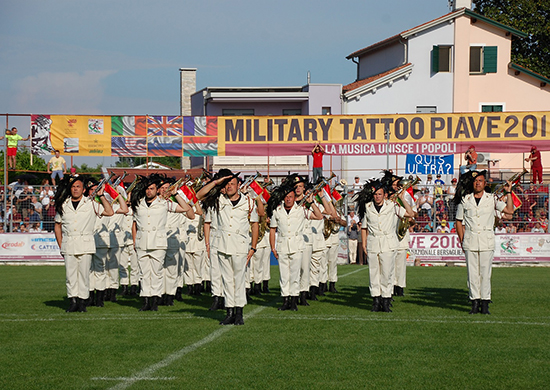
Берсальеры (Италия, 2018 год)
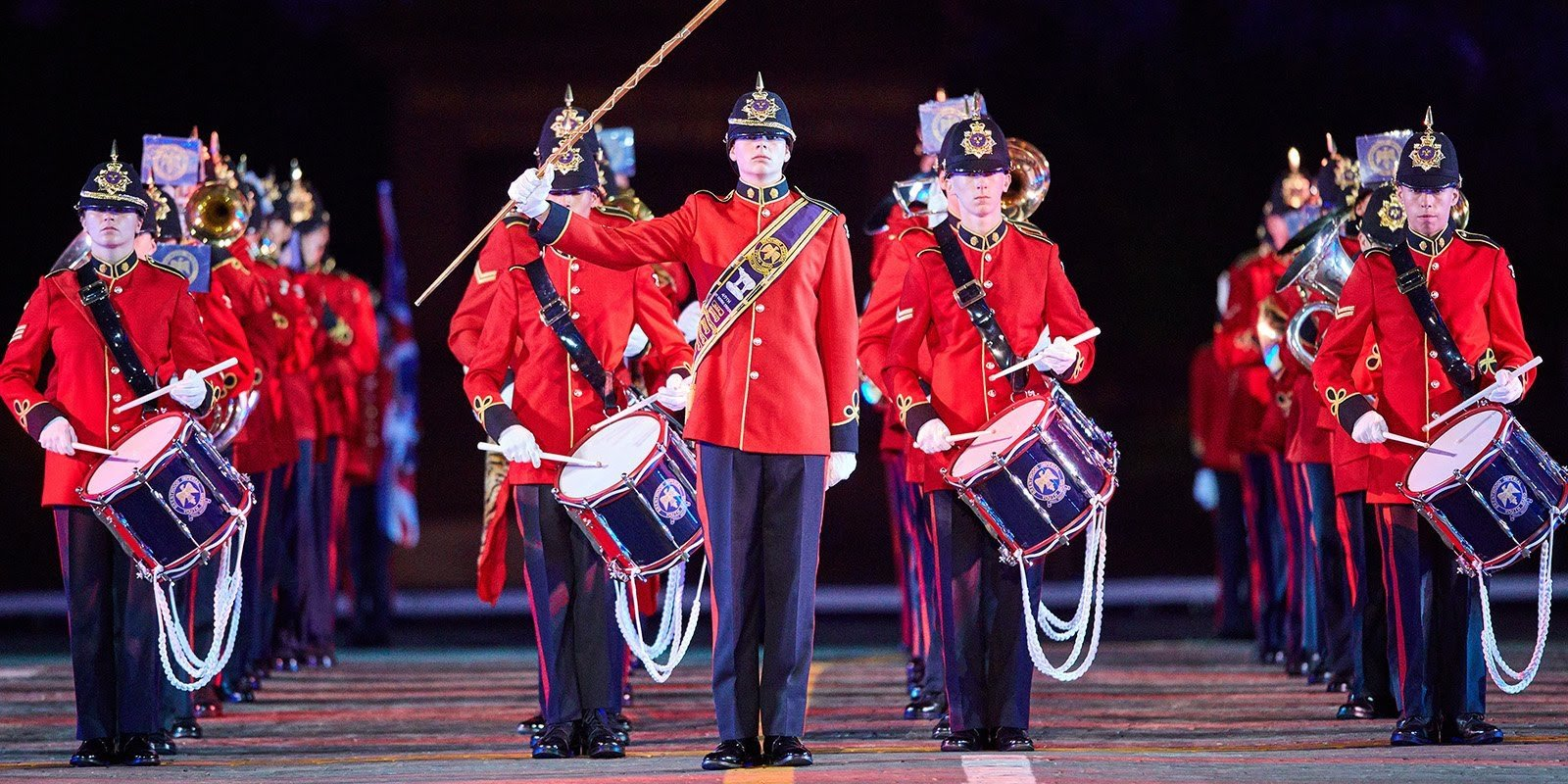
Брентвудский имперский оркестр юных барабанщиков (Великобритания, 2018 год)
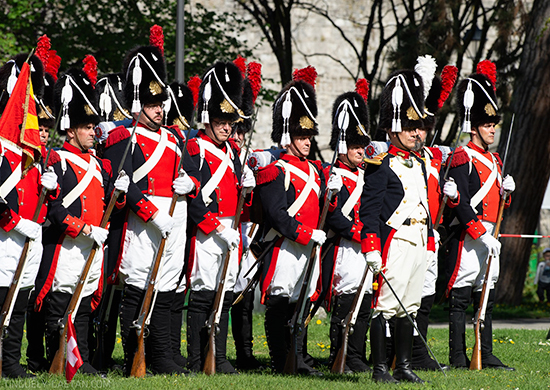
Швейцарские гренадеры (2018 год)
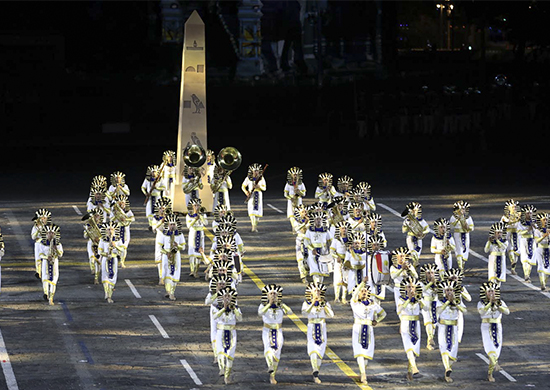
Симфонический оркестр Вооружённых сил Египта[англ.] (2019 год)
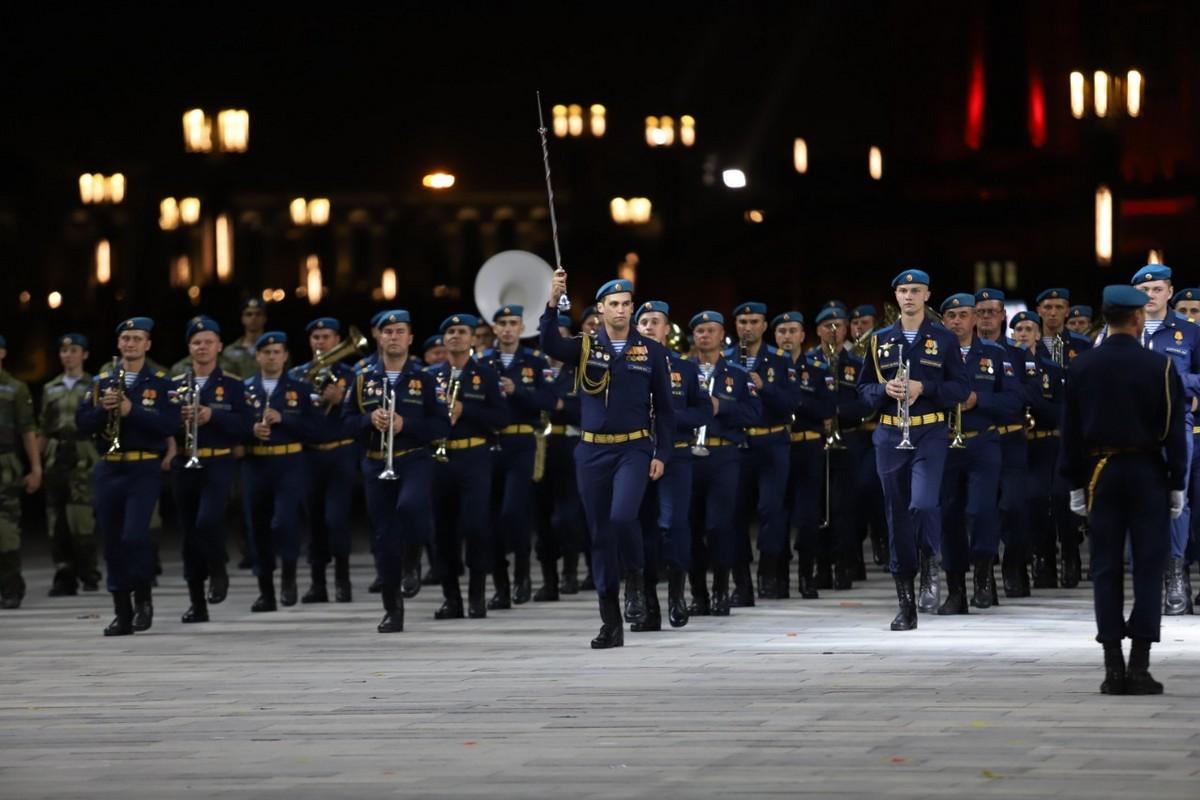
Сводный оркестр ВДВ Российской Федерации (2020 год)
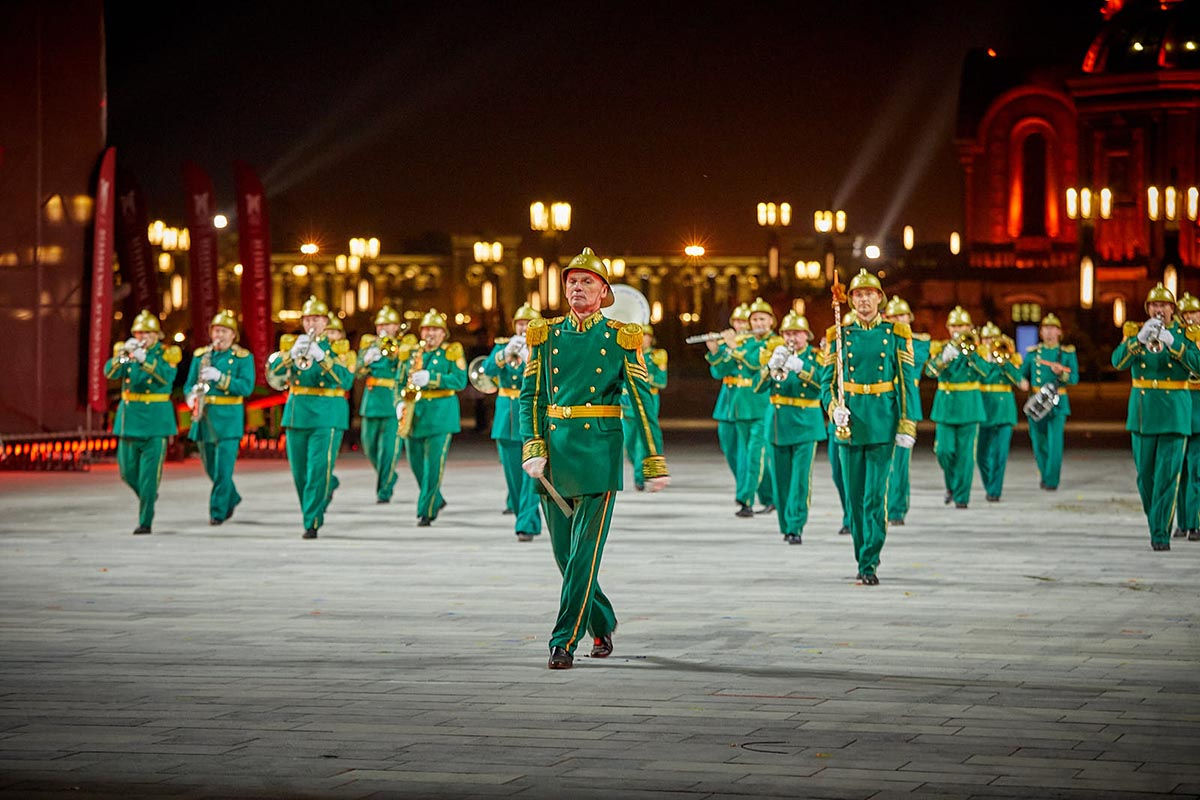
Оркестр МЧС России[англ.] (2020 год)